# 세바스티앵 코르시아
세바스티앵 코르시아(프랑스어: Sébastien Corchia, 1990년 11월 1일~)는 프랑스의 축구 선수로 포지션은 라이트백이다. 현재 리그 1의 FC 낭트 소속으로 뛰고 있다.